# 그래도 아유무는 다가온다
《그래도 아유무는 다가온다》(일본어: それでも歩は寄せてくる 소레데모 아유뮤와 요세테 쿠루[*])는 야마모토 소이치로가 만든 일본의 만화다. 《주간 소년 매거진》(코단샤)에서 2019년 14호부터 2023년 50호까지 연재되었다.
쇼기부를 무대로 펼쳐지는 타나카 아유무와 야오토메 우루시의 고등학교 생활을 그린 러브 코미디다. 캐치 카피 는 '이 사랑, 막으면 막힐까…… ?'. 화수 표기는 '제○국'. 원래는 작가의 트위터 계정에서, 1화 4페이지의 형식으로 부정기적으로 투고되고 있던 제목 없는 만화가 원안이였으며 2019년 2월 26일에 《주간 소년 매거진》에서의 연재와 제목이 발표되었다.
본 작품 제작에 쇼기 여류 기사인 키타오 마도카와, 키타오가 대표로 있는 주식회사 네코마도가 감수로 협력하고 있다.
《다음에 올 만화대상 2020》 코믹스 부분에서 3위를 수상했다. 2022년 7월 시점에서 누계 발행 부수는 150만 부를 돌파했다.

## 줄거리
쇼기 초심자인 타나카 아유무는 부장인 야오토메 우루시를 이겨서 고백하고자 한다.

## 등장인물
타나카 아유무(田中 歩)
성우 - 야스모토 히로키(2019년 8월 CM) / 호소야 요시마사(2021년 1월 CM) / 아자카미 요헤이(애니메이션)
본 작품의 주인공. 작품 개시 시점에서는 고등학교 1학년 소년. 장기는 초보자이지만 장기부에 소속되어 있다.
같은 부 선배인야오토메 우루시에 대해 연심을 품고 있으며, 항상 대담한 말로 공격해 그녀를 쑥스럽게 하지만, 그녀에게 고백하는 것은 장기 승부에서 이길 수 있었던 때라고 마음속으로 맹세했기 때문에 포커페이스를 무너뜨리지 않고 본인 앞에서는 완강히 연정을 인정하려 하지 않는다. 하지만 매번 그를 이기지는 못하고 지기만 하다 보니 두 사람의 관계는 절묘한 균형을 이룬 채 진전되지 않고 있다.
야오토메 우루시(八乙女 うるし)
성우 - 이구치 유카(2019년 8월 CM) / 코하라 코노미(2021년 1월 CM) / 나카무라 칸나(애니메이션)
본 작품의 히로인. 작품 개시 시점에서는 고등학교 2학년 소녀.
언제나 같은 부 후배인 타나카 아유무에게 자신에 대한 연심이 있음을 인정받으려 하지만 번번이 실패하고, 오히려 그의 달콤한 말의 반격을 받아 얼굴을 붉힌다.
카쿠류 타케루(角竜 タケル)
성우 - 고덴 츠바사
타나카의 소꿉친구 소년. 중학교에서는 검도부에서 풍림화산의 불로 두려워했다. 타나카에게 초대되어 장기부에 입부했다.
미카게 사쿠라코(御影 桜子)
성우 - 요우미야 히나
최면술을 가진 아유미와 타케루와 동급생 소녀. 도서위원.
마키(マキ)
성우 - 하나자와 카나
우루시와 동급생인 여학생.
카가와 린(香川 凛)
성우 - 미카와 하루나
타나카와 타케루의 중학교 검도부 후배로 타나카와 타케루보다 한 살 어린 소녀.
점장
성우 - 테라소마 마사키
우루시가 가끔 가는 오코노미야키 가게의 점장. 우루시의 할아버지(고인)의 친구로, 우루시가 어렸을 때부터 가게에서 장기를 두고 있었다.

## 서지 정보
- 야마모토 소이치로 《그래도 아유무는 다가온다》 코단샤 〈KC 디럭스〉, 전 17권
  1. 2019년 7월 4일 제1쇄 발행(같은 날 발매[8]), ISBN 978-4-06-516105-0
  2. 2019년 10월 17일 제1쇄 발행(같은 날 발매[9]), ISBN 978-4-06-517207-0
  3. 2020년 2월 17일 제1쇄 발행(같은 날 발매[10]), ISBN 978-4-06-518457-8
  4. 2020년 6월 17일 제1쇄 발행(같은 날 발매[11]), ISBN 978-4-06-519298-6
  5. 2020년 10월 16일 제1쇄 발행(같은 날 발매[12]), ISBN 978-4-06-521014-7
  6. 2021년 1월 15일 제1쇄 발행(같은 날 발매[13]), ISBN 978-4-06-521961-4
  7. 2021년 4월 16일 제1쇄 발행(같은 날 발매[14]), ISBN 978-4-06-522888-3
  8. 2021년 7월 16일 제1쇄 발행(같은 날 발매[15]), ISBN 978-4-06-524013-7
  9. 2021년 10월 15일 제1쇄 발행(같은 날 발매[16]), ISBN 978-4-06-525144-7
  10. 2022년 1월 17일 제1쇄 발행(같은 날 발매[17]), ISBN 978-4-06-526608-3
  11. 2022년 4월 15일 제1쇄 발행(같은 날 발매[18]), ISBN 978-4-06-527538-2
  12. 2022년 7월 15일 제1쇄 발행(같은 날 발매[19]), ISBN 978-4-06-528499-5
  13. 2022년 11월 17일 제1쇄 발행(같은 날 발매[20]), ISBN 978-4-06-529709-4
  14. 2023년 3월 16일 제1쇄 발행(같은 날 발매[21]), ISBN 978-4-06-530971-1
  15. 2023년 7월 14일 제1쇄 발행(같은 날 발매[22]), ISBN 978-4-06-532191-1
  16. 2023년 10월 17일 제1쇄 발행(같은 날 발매[23]), ISBN 978-4-06-533248-1
  17. 2023년 12월 15일 제1쇄 발행(같은 날 발매[24]), ISBN 978-4-06-533936-7

## TV 애니메이션
2021년 1월에 애니메이션화가 발표되어, 2022년 7월부터 9월까지 TBS·BS-TBS 등에서 방송되었다.

### 스태프
- 원작 - 야마모토 소이치로[26]
- 감독 - 미나토 미라이(湊未來)[26]
- 시리즈 구성 - 아카오 데코(赤尾でこ)[26]
- 캐릭터 디자인 - 히라타 카즈야(平田和也)[26]
- 프롭 디자인 - 타카하시 미즈키(髙橋瑞紀)
- 미술 감독 - 나카하라 히데노리(中原英統)
- 미술 설정 - 후지세 토모야스(藤瀬智康)
- 색채 설계 - 요시다 하야토(吉田隼人)
- 촬영 감독 - 키쿠치 유타로(菊池優太郎)
- 2D 웍스- 아라야 유코(新谷優子)
- 3D 감독 - 오가사와라 츠토무(小笠原 努)
- 편집 - 콘도 유지(近藤勇二)
- 음향 감독 - 카네가에 토오루(鐘江 徹)
- 음악 - 나리타 준(成田 旬)
- 음악 제작 - 포니 캐년
- 음악 제작 프로듀서 - 나카무라 신이치(中村伸一)
- 프로듀서 - 이토 마사히코(伊藤將彦), 나카무라 신이치(中村伸一), 시오타니 요시유키(塩谷佳之), 스즈키 나오히로(鈴木尚浩), 카네코 하야토(金子逸人)
- 애니메이션 프로듀서 - 시미즈 유토(清水優人)
- 애니메이션 제작 - SILVER LINK.[26]
- 제작 - 그래도 아유무는 다가온다 제작위원회(TBS, 포니 캐년, 코단샤, Days, SILVER LINK.)

### 주제가
밀고 당기는 포커페이스(駆け引きはポーカーフェイス)
하나자와 카나에 의한 오프닝 테마. 작사는 미야가와 단, 작곡·편곡은 KOH.
50센치(50センチ)
야오토메 우루시(나카무라 칸나)에 의한 엔딩 테마. 작사는 마사키 에리카, 작곡은 혼다 유키, 편곡은 오오쿠마 아츠키.

### 방영 목록
| 화수   | 제목                                              | 각본          | 그림 콘티         | 연출            | 작화 감독 | 총작화 감독                     | 방송일         |
| ------ | ------------------------------------------------- | ------------- | ----------------- | --------------- | --- | ------------------------------- | -------------- |
| 제1화  | センパイは可愛いので 선배는 귀여우니까요          | 아카오 데코   | 미나토 미라이     | 미나토 미라이   | 이마다 아카네 코토부키 무로우 타카하시 미즈키 | 히라타 카즈야                   | 2022년 7월 8일 |
| 제2화  | よろこんでほしいので 기뻐하시길 바라니까요        | 아카오 데코   | 미나토 미라이     | 이베 유시       | 히사마츠 사키 마에지마 히로시 나오키 쇼코 후루야 리에 야마모토 쿄헤이 안도 카와라                                                                        | 히라타 카즈야                   | 7월 15일       |
| 제3화  | 初デートがしたいので 첫 데이트를 하고 싶으니까요  | 아카오 데코   | 芝久保            | 히로타 하루카   | 이모토 유키 코토부키 무로우 야마시타 시오리 타나카 아야 나오키 쇼코 마츠다 모에 츠부키 켄 일영공방                                                       | 히라타 카즈야                   | 7월 22일       |
| 제4화  | 一緒に過ごしたいので 같이 보내고 싶어서요         | 스즈모리 유미 | 미나토 미라이     | 니시모토 코사키 | 안도 카와라 이시다 세이야 오오츠키 미나오 후루야 리에 코마키 요코 스즈키 FALCO 히사마츠 사키 지펑우 야마모토 쿄헤이                                      | 히라타 카즈야                   | 7월 29일       |
| 제5화  | もっと知りたいので 좀 더 알고 싶어서요            | 아카오 데코   | 니헤이 유이치     | 호소다 마사히로 | 타카하시 미즈키 타무라 마사후미 이마다 아카네 이모토 유키 코토부키 무로우                                                                                | 히라타 카즈야                   | 8월 5일        |
| 제6화  | センパイからもらいたいので 선배한테 받고 싶거든요 | 스즈모리 유미 | 사와이 코지       | 오오우치 야마토 | 사쿠라이 타쿠로 나가타 마사미 핫토리 마스미 홍범석 마츠시타 준코 BigOwl                                                                                  | 히라타 카즈야                   | 8월 12일       |
| 제7화  | 辞めるわけにはいかないので 그만둘 순 없으니까요   | 아카오 데코   | 芝久保            | 히로타 하루카   | 안도 카와라 히사마츠 사키 코토부키 무로우 이모토 유키 와이리 유키 츠즈쿠 류지 니시다 미야코 나오키 쇼코 후루야 리에                                      | 히라타 카즈야                   | 8월 19일       |
| 제8화  | 譲れない役目なので 양보할 수 없는 역할이라서요    | 스즈모리 유미 | 카나자와 히로미츠 | 세키네 유스케   | 하라구치 와타루 오오츠키 미나오 나오키 쇼코 이모토 유키 미후네 치호 우에다 아야사 키타지마 유키                                                          | 히라타 카즈야 야마요시 카즈유키 | 8월 26일       |
| 제9화  | 思い出を作りたいので 추억을 만들고 싶으니까요     | 아카오 데코   | 芝久保            | 호소다 마사히로 | 하라구치 와타루 마에하라 카오루 사쿠라이 타쿠로 이모토 유키 오오츠키 미나오 후루야 리에 코토부키 무로우 와타나베 케이타 나오키 쇼코 지펑우 이마다 아카네 | 히라타 카즈야 야마요시 카즈유키 | 9월 2일        |
| 제10화 | 退けない勝負なので 질 수 없는 승부거든요          | 스즈모리 유미 | 사와이 코지       | 오오우치 야마토 | 카와구치 히로아키 코마키 요코 스즈키 FALCO 나오키 쇼코 나가타 유키 핫토리 켄지 하라구치 와타루 히사마츠 사키 혼다 소이치                                 | 히라타 카즈야                   | 9월 9일        |
| 제11화 | 強くなっていたいので 강해져 있고 싶으니까요       | 스즈모리 유미 | 미나토 미라이     | 이베 유시       | 타카하시 미즈키 이모토 유키 후루야 리에 안도 카와라 코토부키 무로우                                                                                      | 히라타 카즈야                   | 9월 16일       |
| 제12화 | 勝って伝えたいので 이겨서 전하고 싶으니까요       | 아카오 데코   | 미나토 미라이     | 미나토 미라이   | 歩宇 이시다 세이야 사쿠라이 타쿠로 지펑우 | 히라타 카즈야                   | 9월 23일       |

### BD
| 권 | 발매일           | 수록화       | 규격 품번  |
| -- | ---------------- | ------------ | ---------- |
| 上 | 2022년 10월 19일 | 제1화~제6화  | PCXP-50895 |
| 下 | 2022년 12월 21일 | 제7화~제12화 | PCXP-50896 |

### 내용주
1. ↑  야마모토는 편의상 "장기의 녀석"이라고 칭했다.

### 참조주
1. ↑  山本崇一朗 [udon0531] (2018년 4월 22일). “暇なので漫画描きました” (트윗). 2019년 7월 5일에 확인함.
2. ↑  山本崇一朗 [udon0531] (2019년 2월 26일). “来週からマガジンにて「それでも歩は寄せてくる」連載させて頂きます。よろしくおねがいします” (트윗). 2019년 7월 5일에 확인함.
3. ↑  “週刊少年マガジン新連載 山本崇一朗先生「それでも歩は寄せてくる」監修協力について | 株式会社ねこまど”. 《株式会社ねこまどぶろぐ》 (일본어). GMOペパボ株式会社. 2019년 3월 6일. 2019년 3월 6일에 확인함.
4. ↑  “TVアニメ『それでも歩は寄せてくる』ブルーレイ発売決定【HMV限定特典つき】”. 《HMV&BOOKS》. 로손. 2022년 7월 15일. 2022년 7월 15일에 확인함.
5. 1 2  “それでも歩は寄せてくる：「高木さん」作者の“将棋ラブコメ”がテレビアニメ化　CMに細谷佳正、小原好美”. 《MANTANWEB》 (MANTAN). 2021년 1월 8일. 2021년 1월 8일에 확인함.
6. 1 2 3  “アニメ「それでも歩は寄せてくる」歩役は阿座上洋平、うるし役に中村カンナ”. 《코믹 나탈리》 (나타샤). 2022년 1월 13일. 2022년 1월 13일에 확인함.
7. 1 2  “アニメ「それでも歩は寄せてくる」追加キャストに三川華月、花澤香菜”. 《코믹 나탈리》 (나타샤). 2022년 3월 26일. 2022년 3월 26일에 확인함.
8. ↑  “『それでも歩は寄せてくる（１）』（山本　崇一朗）”. 《講談社コミックプラス》. 講談社. 2019년 7월 5일에 확인함.
9. ↑  “『それでも歩は寄せてくる（２）』（山本　崇一朗）”. 《講談社コミックプラス》. 講談社. 2019년 10월 17일에 확인함.
10. ↑  “『それでも歩は寄せてくる（３）』（山本　崇一朗）”. 《講談社コミックプラス》. 講談社. 2020년 6월 17일에 확인함.
11. ↑  “『それでも歩は寄せてくる（４）』（山本　崇一朗）”. 《講談社コミックプラス》. 講談社. 2020년 6월 17일에 확인함.
12. ↑  “『それでも歩は寄せてくる（５）』（山本　崇一朗）”. 《講談社コミックプラス》. 講談社. 2020년 10월 16일에 확인함.
13. ↑  “『それでも歩は寄せてくる（６）』（山本　崇一朗）”. 《講談社コミックプラス》. 講談社. 2021년 1월 15일에 확인함.
14. ↑  “『それでも歩は寄せてくる（７）』（山本　崇一朗）”. 《講談社コミックプラス》. 講談社. 2021년 4월 16일에 확인함.
15. ↑  “『それでも歩は寄せてくる（８）』（山本　崇一朗）”. 《講談社コミックプラス》. 講談社. 2021년 7월 16일에 확인함.
16. ↑  “『それでも歩は寄せてくる（９）』（山本　崇一朗）”. 《講談社コミックプラス》. 講談社. 2021년 10월 15일에 확인함.
17. ↑  “『それでも歩は寄せてくる（１０）』（山本　崇一朗）”. 《講談社コミックプラス》. 講談社. 2022년 1월 17일에 확인함.
18. ↑  “『それでも歩は寄せてくる（１１）』（山本　崇一朗）”. 《講談社コミックプラス》. 講談社. 2022년 4월 15일에 확인함.
19. ↑  “『それでも歩は寄せてくる（１２）』（山本　崇一朗）”. 《講談社コミックプラス》. 講談社. 2022년 7월 15일에 확인함.
20. ↑  “『それでも歩は寄せてくる（１３）』（山本　崇一朗）”. 《講談社コミックプラス》. 講談社. 2022년 11월 17일에 확인함.
21. ↑  “『それでも歩は寄せてくる（１４）』（山本　崇一朗）”. 《講談社コミックプラス》. 講談社. 2023년 3월 16일에 확인함.
22. ↑  “『それでも歩は寄せてくる（１５）』（山本　崇一朗）”. 《講談社コミックプラス》. 講談社. 2023년 7월 14일에 확인함.
23. ↑  “『それでも歩は寄せてくる（１６）』（山本　崇一朗）”. 《講談社コミックプラス》. 講談社. 2023년 10월 17일에 확인함.
24. ↑  “『それでも歩は寄せてくる（１7）』（山本　崇一朗）”. 《講談社コミックプラス》. 講談社. 2023년 12월 15일에 확인함.
25. ↑  山本崇一朗 [udon0531] (2021년 1월 8일). “「それでも歩は寄せてくる」アニメ化決定しました！どうもありがとうございます” (트윗). 2022년 12월 24일에 확인함.
26. 1 2 3 4 5 6  “アニメ「それでも歩は寄せてくる」は来年7月放送、制作はSILVER LINK.”. 《코믹 나탈리》 (나타샤). 2021년 7월 7일. 2021년 7월 7일에 확인함.
27. ↑  “放送情報”. 《TV 애니 '그래도 아유무는 다가온다' 공식 사이트》. 2022년 1월 13일에 확인함.
28. 1 2  “「それでも歩は寄せてくる」OPは花澤香菜、EDは中村カンナ演じるうるしが担当”. 《코믹 나탈리》 (나타샤). 2022년 5월 7일. 2022년 5월 7일에 확인함.
29. ↑  “CD/Blu-ray”. 《TVアニメ「それでも歩は寄せてくる」公式サイト》. 2022년 7월 16일에 확인함.